# 25497 Brauerman
25497 Brauerman è un asteroide della fascia principale. Scoperto nel 1999, presenta un'orbita caratterizzata da un semiasse maggiore pari a 2,6008799 UA e da un'eccentricità di 0,0930120, inclinata di 2,44535° rispetto all'eclittica.